# Инякинское сельское поселение
Иня́кинское се́льское поселе́ние — муниципальное образование в Шиловском районе Рязанской области Российской Федерации.
Административный центр — село Инякино.

## Географическое положение
Территория Инякинского сельского поселения расположена в северо-восточной части Шиловского муниципального района.
Площадь Инякинского сельского поселения — 282,0 км².

## Климат и природные ресурсы
Климат Инякинского сельского поселения умеренно континентальный с умеренно-холодной зимой и теплым летом. Осадки в течение года распределяются неравномерно.
Водные ресурсы представлены наличием реки Мильчус.
Сельское поселение расположено в зоне смешанных хвойно-широколиственных лесов. Почвы на территории поселения дерново-подзолистые, песчаные.

## История
Образовано в результате муниципальной реформы 2006 г. на территории Инякинского сельского округа (центр Инякино) — с возложением административного управления на село Инякино.
Образование и административное устройство сельского поселения определяются законом Рязанской области от 07.10.2004 № 102-ОЗ.
Границы сельского поселения определяются законом Рязанской области от 28.12.2007 № 240-ОЗ.
В 2018 году к Инякинскому сельскому поселению присоединены Боровское и Тереховское сельские поселения.

## Население
| 2010  | 2012  | 2013  | 2014  | 2015  | 2016  | 2017  | 2018  | 2019  |
| ----- | ----- | ----- | ----- | ----- | ----- | ----- | ----- | ----- |
| 1392  | →1392 | ↘1376 | ↘1362 | ↘1343 | ↘1327 | ↘1300 | ↘1274 | ↗2016 |
| 2020  | 2021  |       |       |       |       |       |       |       |
| ↘1969 | ↘1643 |       |       |       |       |       |       |       |

## Состав сельского поселения
| №  | Населённый пункт | Тип населённого пункта       | Население |
| -- | ---------------- | ---------------------------- | --------- |
| 1  | Александровка    | деревня                      | 12        |
| 2  | Боровое          | село                         | ↘284      |
| 3  | Ванчур           | деревня                      | ↘29       |
| 4  | Елизаветинка     | деревня                      | 25        |
| 5  | Инякино          | село, административный центр | ↘1224     |
| 6  | Ирицы            | село                         | ↘165      |
| 7  | Константиновка   | деревня                      | ↘4        |
| 8  | Надеино          | село                         | ↘78       |
| 9  | Полтавка         | деревня                      | 37        |
| 10 | Сельцо-Сергиевка | деревня                      | ↘131      |
| 11 | Терехово         | село                         | ↘306      |
| 12 | Уша              | деревня                      | 4         |

## Местное самоуправление
Главы сельского поселения
- до 2023 года — Ольга Николаевна Данкина
- с 2023 года — Наталья Николаевна Агапкина

Главы администрации
- Григорий Викторович Паткин[16]

## Экономика
По данным на 2015/2016 г. на территории Инякинского сельского поселения Шиловского района Рязанской области расположены:
1. ООО «Пекселы», агропромышленное предприятие;
2. ООО «Сельское грибное хозяйство», агропромышленное предприятие.

Реализацию товаров и услуг осуществляют 10 магазинов и 2 предприятия общественного питания.

## Социальная инфраструктура
На территории Инякинского сельского поселения действуют: отделение Сбербанка РФ, отделение почтовой связи, фельдшерско-акушерский пункт (ФАП), Агротехнологический техникум села Инякино, Инякинская средняя общеобразовательная школа, детский сад, 2 Дома культуры и 2 библиотеки.

## Транспорт
Основные грузо- и пассажироперевозки осуществляются автомобильным транспортом. Через территорию поселения проходит автомобильная дорога регионального значения Р125: «Ряжск — Касимов — Нижний Новгород».